# Återvildning

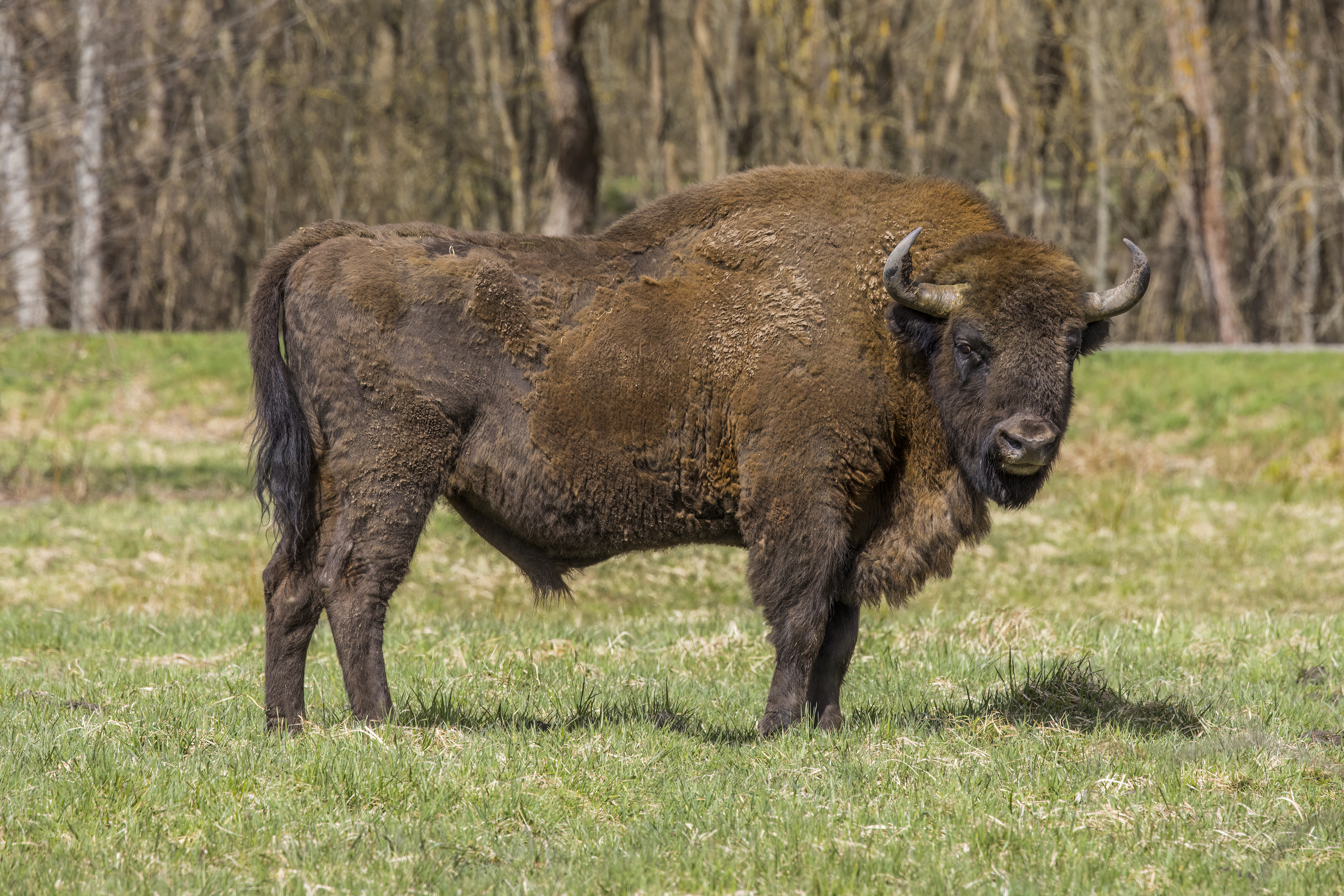
Europeisk bison (Bison bonasus), eller visent, är föremål för stora diskussioner om att återinföra arten i delar av Europa där den dött ut, inklusive Sverige.

Återvildning (från engelskans Rewilding) innefattar bevarandeåtgärder för natur ämnade att återställa den och ekologiska processer som skadats eller förlorats på grund av mänsklig inverkan. Det är en form av ekologisk restaurering med tyngd på att återbörda särskilda ekologiska interaktioner och processer som existerade innan de förstördes, utrotades eller försvagades av människan. Exempelvis rivning av gamla otjänliga dammar och infrastruktur som blockerar fiskmigration eller åtskiljer naturområden, återinförande av arter som höll viktiga ekologiska roller innan de försvann eller skydd av existerande naturområden för fri utveckling av naturen.
Det övergripande målet är att gå mot ett 'vildare' naturligt ekosystem som kräver mindre mänsklig inverkan för att fungera. Återvildningsåtgärder kan till en början kräva någon form av omhändertagning, men i långa loppet är målet att åtgärden ska bli självgående utan hjälp. Exempelvis kan införandet av en djurart kräva uppfödning, utplacering av arten och utfodring för att arten ska etablera sig, med hoppet att den ska återta de nischer den tidigare hade.
Återvildning är en kontroversiell metod, men Förenta nationerna har listat återvildning som en av flera metoder nödvändiga för att uppnå storskalig återbördning av naturliga ekosystem och väsentligt hindrande av drastisk klimatförändring, vilket de säger måste uppnås innan 2030 som del av 30x30-målet.

## Återvildning i Sverige
Även om återvildning ökat i populäritet även i akademiska kretsar som en giltlig naturvårdsmetod har det inte applicerats i stor grad i Sverige. Dock har vissa insatser gjorts, och andra är under planering.

### Atlantstör

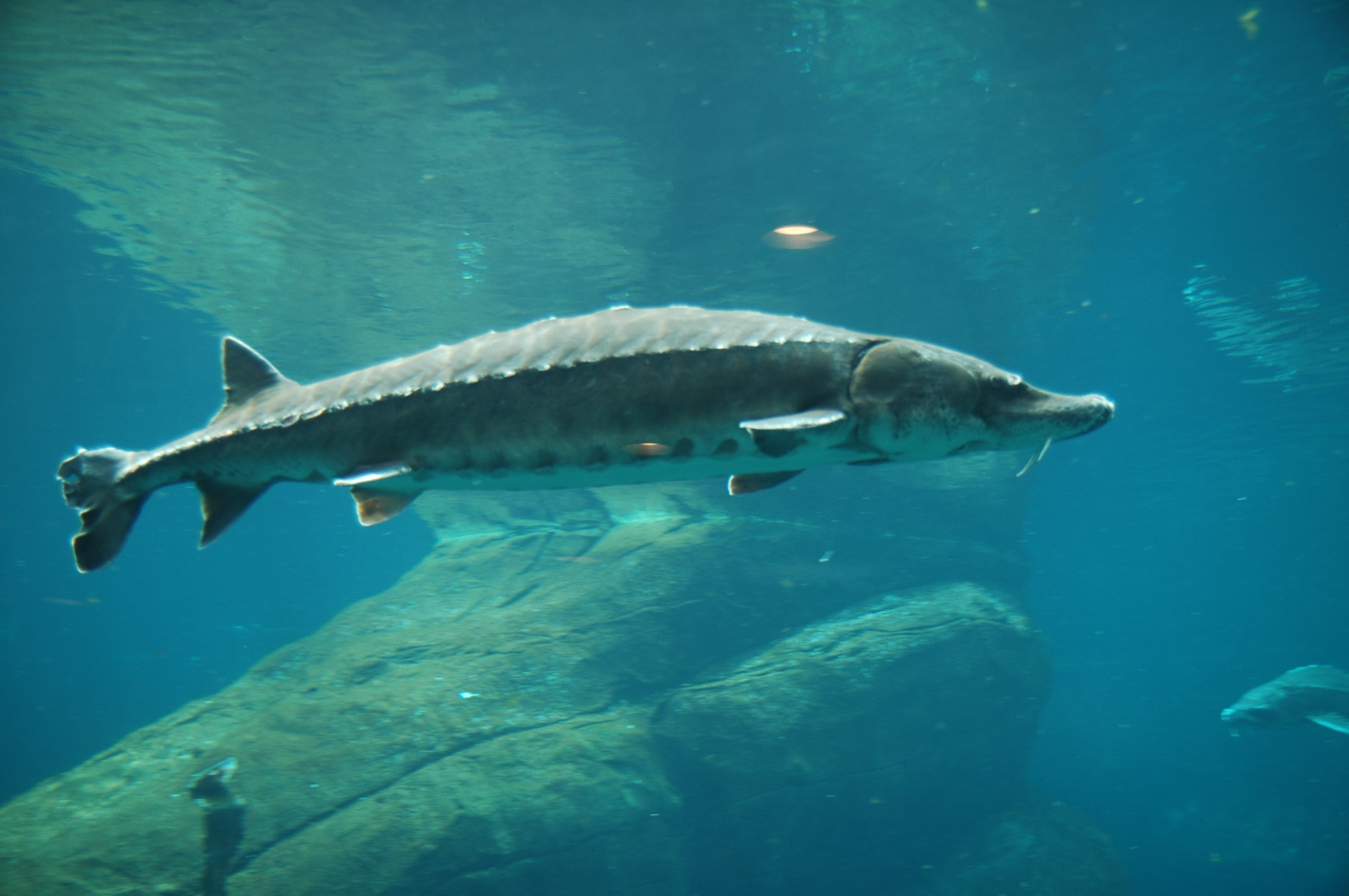
Atlantstör (Acipenser oxyrinchus)i Montreal Biodome.

Atlantstör är en stor fiskart som kan bli uppåt 500 cm lång, väga up till 600 kg och nå en ålder mellan 120 - 140 år. Den har fiskats i östersjön sedan bronsåldern, och fiskades flitigt fram till åtminstone den tidiga medeltiden (sent 1300-tal), men av allt att döma decimerades populationen hårt redan under denna tid. I österssjön har den funnits sedan istiden, men i Sverige fångades den sedan endast sporadiskt under 1800-talet och framåt. De två sista svenska atlantstörarna fångades 1947 och 1948, varefter arten erkändes som nationellt utdöd 1970.
I samarbete med tyska Leibniz-Institute for Freshwater Ecology and Inland Fisheries i Berlin, som arbetat med återintroduktion av arten i Tyskland, släppte Göteborgs universitet ut 95 unga atlantstörar i Göta älv under juni 2024. 22 av dessa återhittades fram till september 2024, och förhoppningen är att etablera en fungerande population inom 50 år genom fortsatta utplanteringar av unga atlantstörar.

### Stork

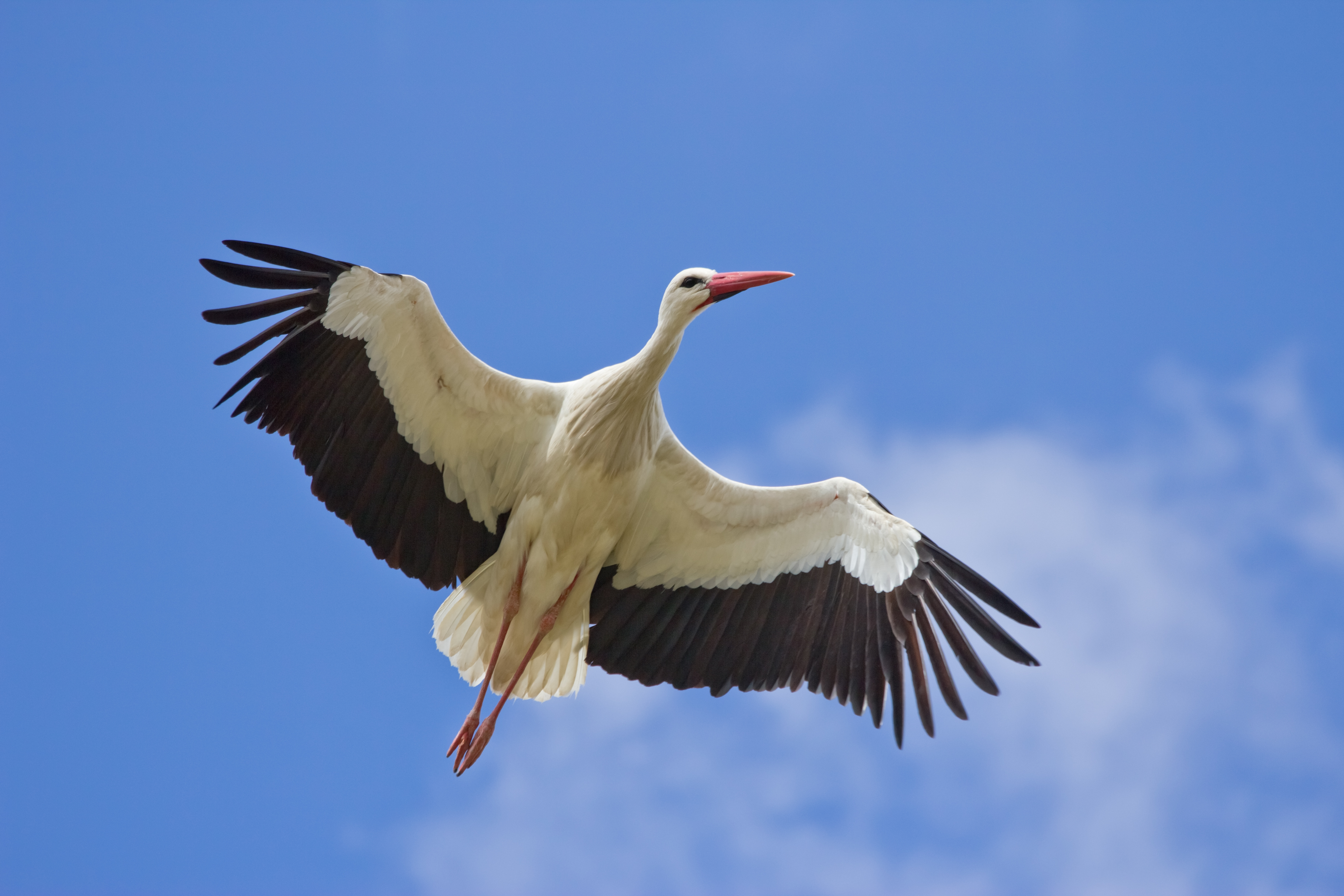
Vit stork (Ciconia ciconia)

Vit stork, likt den nära släktingen svart stork, levde båda i Sverige fram till 1950-talet. Förstörelse av svenska våtmarker, modernt skogsbruk och utbyggandet av högspänningsledningar omöjliggjorde till slut för arterna att bibehålla vitala populationer i landet.

#### Vit stork
Vit stork har länge levt i närhet med människan, och inte sällan bygger de bo på telefonmaster och höga stolpar. Förr byggde de även bon på hustak, men med förändrade byggnadstekniker omöjliggjordes detta i modern tid. Främst kännetecknas arten av att leva i de öppna ordbrukslandskapen och våtmarkerna.

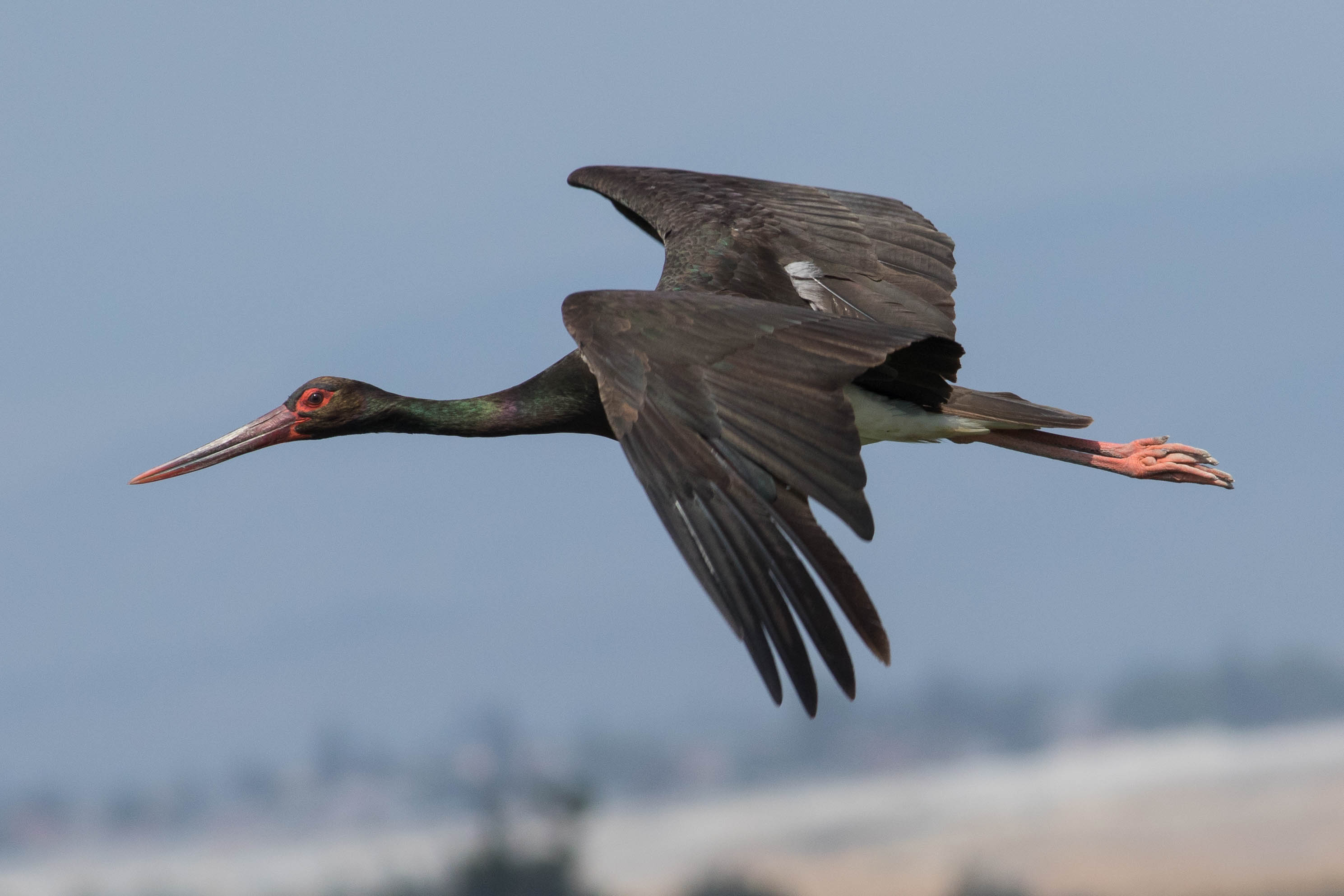
Svart stork (Ciconia nigra)

Redan 1989 påbörjades dock ett projekt lett av Naturskyddsföreningen för att återintroducera vit stork i Sverige. 2014 vittnades den första svenska häckningen av ett vilt par vita storkar som återvänt från övervintring på 60 år, vilket innebar att Naturskyddsföreningens storkprojekt lyckats i sin ambition att återinföra arten till Sverige. Därmed lyftes arten i sin hotklassning från nationellt utdöd till akut hotad 2015, vidare upp till starkt hotad 2020.

#### Svart stork
Till skillnad från vit stork är svart stork, eller odensvala som den förr kallades, en mycket mer människoskygg fågel. De är i regel en skogsart som bygger sina bon i stora träd i skogen, men likt vit stork kräver de våtmarker. Då gäller det främst skogsbäckar, myrmarker, mossar och kärr. Det moderna svenska skogsbruket med utbredda kalhyggen och avverkningen av lämpliga gamla boträd bidrog till artens utdöende i Sverige.
2024 lämnades en motion in till riksdagen om att påbörja en åtgärdsplan för att återinföra svart stork i Sverige, efter framgången med vit stork. En studie genomfördes även 2022 där det påvisades att det finns gott om lämpligt habitat för arten i Sverige, och goda möjligheter för återinförande av svart stork.

### Visent
Europeisk bison, eller Visent, är en bisonart som levde naturligt i södra Skandinavien under senare delen av pleistocen in i början av holocen. Visenten uppstod som en hybrid mellan den utdöda stäppbisonen (Bison priscus) och den utdöda förfadern till dagens boskap, uroxen (Bos primigenius), för drygt 120 000 år sedan. Man vet att de jagades av förhistoriska människor även i Skandinavien, men om inte om detta var orsaken till deras utdöende. De överlevde i det vilda in i modern tid enbart i Białowieżaskogen och västra karpaterna, där de utrotades 1921 och 1927 respektive av tyska soldater och tjuvjägare. De överlevde utdöende tack vare att några få visenter hölls i djurparker och privata samlingar, som utgör grunden för alla idag vilda visentpopulationer.
På uppdrag av Skogssällskapet utförde SLU en förstudie om visentens potentiella återintroduktion i Sverige 2023. Resultatet visade att det finns gott om lämplga habitat i landet där visenten skulle kunna släppas fritt, som de norra delarna av Örebro- och Västmanlands län samt i östra Småland där det ännu finns stora sammanhängande skogsområden i syd-och mellansverige.